# Вислани
Вислани (пољ. Wiślanie) је старославенско племе које је током раног средњег века живело на подручју данашње Малопољске области.
Висланци су били део племена познатог од раније под именом Карпијци, по планинском ланцу Карпати чије подножје су несељавали. Прву државу створили су у 9. веку са средиштем на подручју данашњих градова: Краков, Вислица, Сандомјеж и Страдов.
Великоморавски краљ Сватоплук I их је покорио око 874. године, и од тада су у саставу његове државе.
Крајем 10. века падају под власт Пољана и њихове територије постају део пољске државе.